# 재팬컵
재팬컵(일본어: ジャパンカップ, 영어: Japan Cup)은 일본중앙경마회(JRA)에서 시행하는 중앙경마의 G1급 중경주로, 매년 가을에 도쿄 경마장에서 개최된다.

## 개요
1981년에 창설된 국제 초대 대회로, 일본 최초의 국제 G1 대회다. 또한 일본의 8대 경주와 동격으로 취급되는 대회이기도 하다.
한때는 나카야마 그랜드 점프와 재팬컵 더트도 국제 초대 경주였으나, 나카야마 그랜드 점프는 2011년, 재팬컵 더트는 2014년 이후 JRA에서 비용을 부담하지 않는다.

### 참가 조건
본 내용은 2024년 기준이다.
- 출전 자격: 서러브레드계 3세 이상 (최대 18마리 출전 가능)
- JRA 소속마
- 지방 경마 소속마 (선정된 말에 한함)
  - 단, 2025년도부터는 지방 경마 소속마가 출전할 경우, 오픈 등급의 말에 한하며, JRA의 3승 클래스 이하에 해당하는 하위 조건의 지방 소속마는 출전할 수 없도록 규정이 개정되었다.
- 본 경주에 출전 등록한 외국마 (우선 출전)
- 부담 중량: 정량 (3세: 56kg, 4세 이상: 수말 58kg, 암말 56kg)

### 일본마의 출전권
- 레이팅 110 이상(암말의 경우 106 이상)의 상위 5두에게는 우선 출전권이 주어진다. (레이팅이 동일할 경우에는 ‘최근 경주 성적이나 거리 실적 등을 종합적으로 고려하여’ 순위를 결정하는 것으로 되어 있다.)
- 그 외의 말은 ‘통산 수득 상금’ + ‘과거 1년간의 수득 상금’ + ‘과거 2년간 GⅠ 경주의 수득 상금’의 총합이 많은 순서대로 출전할 수 있다.

## 역사
1970년대 후반부터 "세계에 통하는 강한 경주마 육성"이 제창되었고, 일본 외국에서 조교된 경주마를 초청하여 국제경주를 개최하려는 계획도 제기되었으나, 초청마의 선정에 있어 JRA와 각국 간의 이해가 엇갈려 실현되지 못한 경위가 있다. 1981년, 일본 최초의 국제 초청경주로서 재팬컵이 창설되었다. 이에 더하여 개최 시기가 가까웠던 NCK(현 JRA)의 중상경주 'TBS배 쿠모하타 기념'은 폐지되었다.
제1회 대회에서는 북아메리카와 아시아 지역에서 초청마를 선발하였으나, 이듬해부터는 초청 범위가 유럽과 오세아니아까지 확대되었고, 참가국이 많다는 점에서 '세계 최고의 경주', '경마계의 올림픽'이라 불리기도 하였다. 더 나아가 1983년부터는 지방 경마 소속의 말들도 초청 대상에 포함되었다.
제1회 우승마 메아지 도츠는 미국에서 온, 두드러진 성적이 없던 암말이었음에도 불구하고, 당시의 코스 레코드를 1초 갱신하는 놀라운 성적을 기록하여, 일본의 경마 관계자들에게 "(일본마는) 영원히 이길 수 없는 것이 아닐까"라는 충격을 안겨주었다. 이러한 우려는 다소 극단적인 것이었지만, 창설부터 1990년까지 10년 동안 외국 초청마가 8승을 거둔 데 비해, 일본마는 가쓰라기 에이스(1984년)와 심볼리 루돌프(1985년)의 2승에 그쳐 외국 초청마의 활약이 두드러졌다.
그러나 이후에는 일본마의 활약이 두드러지기 시작했고, 외국 초청마의 출전 수 자체도 감소하게 되었다(후술). 그 결과, 2004년부터 2013년까지의 10년간 성적을 보면 외국 초청마는 1승, 일본마는 9승으로 완전히 정반대의 결과를 보였다. 중앙경마는 해외의 호스맨들로부터도 세계 최고 수준이라는 명성을 얻게 되었다. 창설부터 2024년까지의 우승 기록은 외국 초청마가 14승, 일본마가 30승이다.

## 역대 대회
| 회차 | 개최일 | 역대 BEST 3 | 역대 BEST 3 | 역대 BEST 3 |
| 우승 | 준우승 | 3위         |             |             |
| ---- | ------ | ----------- | ----------- | ----------- |